# Биджи
Биджи – основатель карачаевского феодального рода Биджиевы. Правнук Золотоордынского Хана, потомок Джучи по Тукатимуридской ветви, представитель Династии Чингизидов.

## Биография
Является внуком Батыра, младшего сына Золотоордынского Хана Шадыбека. После своего свержения Хан Шадыбек перебрался на Кавказ, где в своё время был наместником, благодаря чему обладал здесь большой поддержкой. Отсюда он строил планы по возвращению себе ханского престола, однако так и не дожил до этого. После смерти своего отца Батыр вместе с сыновьями Хубием и Хубтием уехал в Крым, где хотел заручиться поддержкой своих родственников Гиреев. Однако он не нашёл здесь ожидаемой поддержки поскольку Гираи питали мечты о собственном ханстве и о независимости Крыма. После этого Батыр перебрался на Баксан где и умер. После смерти Батыра его сын Хубий и внук Биджи перебрались в Карачай, где стали основателями двух могущественных дворянских фамилий Карачая. Вместе они основали один из основных и влиятельных каумов ( кланов ) Карачая атаул Шадыбек, названный в память об их предке хане. С тех пор род Биджиевых живет в Карачае и на сегодняшний день являются одним из самых больших фамилий этого народа.

## Имя
- Имя Биджи - происходи от Би ( от тюрк. бий/бей) значение: правитель,  и Джи ( от тюрк./хазар. Джа) значение: господин). Перевод имени: правитель господ.

## Тамга (герб) рода Биджи

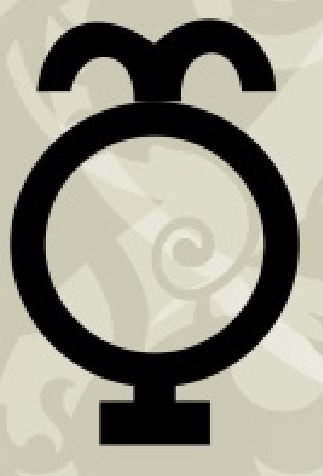
Другая тамга рода Биджи

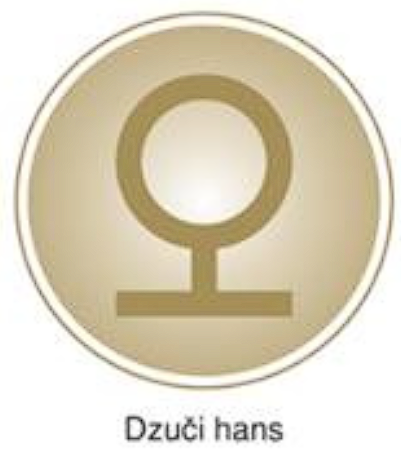
Тамга (Герб) Джучи, старшего сына Чингисхана. Является копией одного из двух гербов рода Биджи

- Другая тамга рода БиджиТамга ( Герб) Джучи, старшего сына Чингисхана. Является копией одного из двух гербов рода БиджиРод Биджи имеет две тамги. Первая тамга представляет собой круг (в монгольском тамга онги, которая символизирует солнце и вселенную) ( Тамга Чингисхана ) с добавлением хвоста ( Тамга Джучи), символизирующую преемственность Джучи Чингисхану,  таким образом один из двух гербов Биджиевых является точной копией герба их предка Джучи, старшего сына Чингисхана. Вторая тамга повторяет первую с добавлением двух ответвлений на верху круга ( онги ) в правую и левую сторону, эти два ответвления являются верхней частью дэгрээ тамга, символизирующую лук, такая тамга была у третьего сына Чингисхана Угедея, ставшего ханом после своего отца. Добавление элементов дэгрээ тамга является показателем того что, основатели ветвей рода Биджи, использующие эту тамгу, подчеркнули, что не отказались от претензий на трон Джучи и приравнивают себя к ханам.